# Paukijärvi
Paukijärvi är en sjö i Gällivare kommun i Lappland och ingår i Kalixälvens huvudavrinningsområde. Sjön har en area på 4,88 kvadratkilometer och ligger 512,1 meter över havet. Paukijärvi ligger i Lina fjällurskog Natura 2000-område. Sjön avvattnas av vattendraget Akkajoki.

## Delavrinningsområde
Paukijärvi ingår i det delavrinningsområde (748317-170576) som SMHI kallar för Utloppet av Paukijärvi. Medelhöjden är 579 meter över havet och ytan är 52,84 kvadratkilometer. Det finns inga avrinningsområden uppströms utan avrinningsområdet är högsta punkten. Akkajoki som avvattnar avrinningsområdet har biflödesordning 2, vilket innebär att vattnet flödar genom totalt 2 vattendrag innan det når havet efter 317 kilometer. Avrinningsområdet består mestadels av skog (67 procent) och kalfjäll (16 procent). Avrinningsområdet har 5,21 kvadratkilometer vattenytor vilket ger det en sjöprocent på 9,9 procent.